# ビルキス (小惑星)
ビルキス (585 Bilkis) は小惑星帯に位置する小惑星である。ハイデルベルクのケーニッヒシュトゥール天文台でアウグスト・コプフによって発見された。
シバの女王の別称の一つにちなんで命名された。